# Nils Økland
Nils Økland est un musicien norvégien né le 7 janvier 1961
Il joue du hardanger, du fiddle et du violon.

## Discographie
- 1996 : Blå Harding (LP, Morild)
- 2000 : Straum (LP, Rune Grammofon)
  - Sigbjorn Apeland : orgue, piano et harmonium
  - Torbjorn Økland : guitare DADGAD, trompette
  - Pal Thorensten : contrebasse
  - Asne Valland
- 2004 : Bris (LP, Rune Grammofon)
- 2009 : Monograph (ECM)
- 2015 : Kjølvatn (ECM)
- 2017 : Lysning